# Urgon
Urgon – morska, alpejska facja dolnej kredy (barrem, apt), złożona głównie z wapieni rafowych, wśród których występują koralowce, rudysty oraz otwornice orbitoliny.
W Polsce facja urgońska występuje wyłącznie w Tatrach w serii wierchowej.